# Michael Willmann
Pour les articles homonymes, voir Willmann.
Michael Leopold Lukas Willmann (27 septembre 1630 - 26 août 1706) est un peintre et graveur prussien. Il a été parfois désigné comme le « Rembrandt Silesien ».

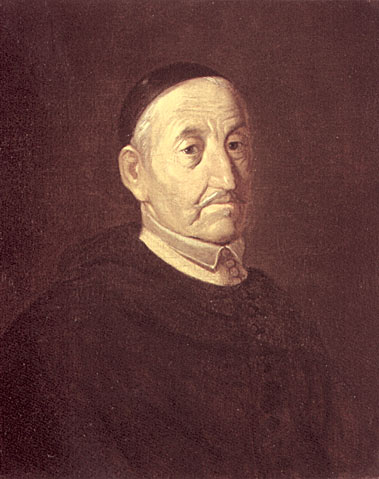
Arnold Freiberger par Michael Willmann
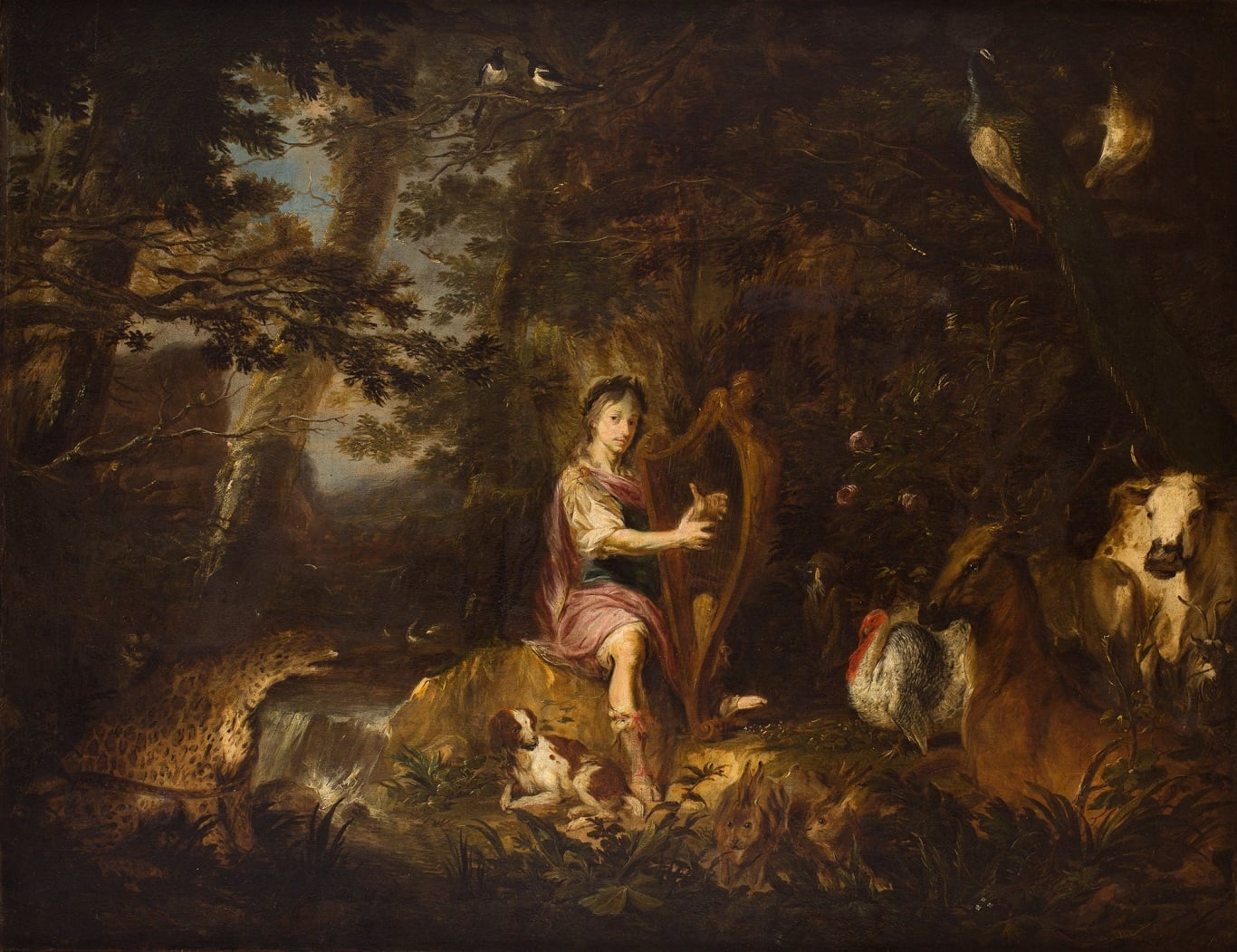
Orphée jouant de la harpe
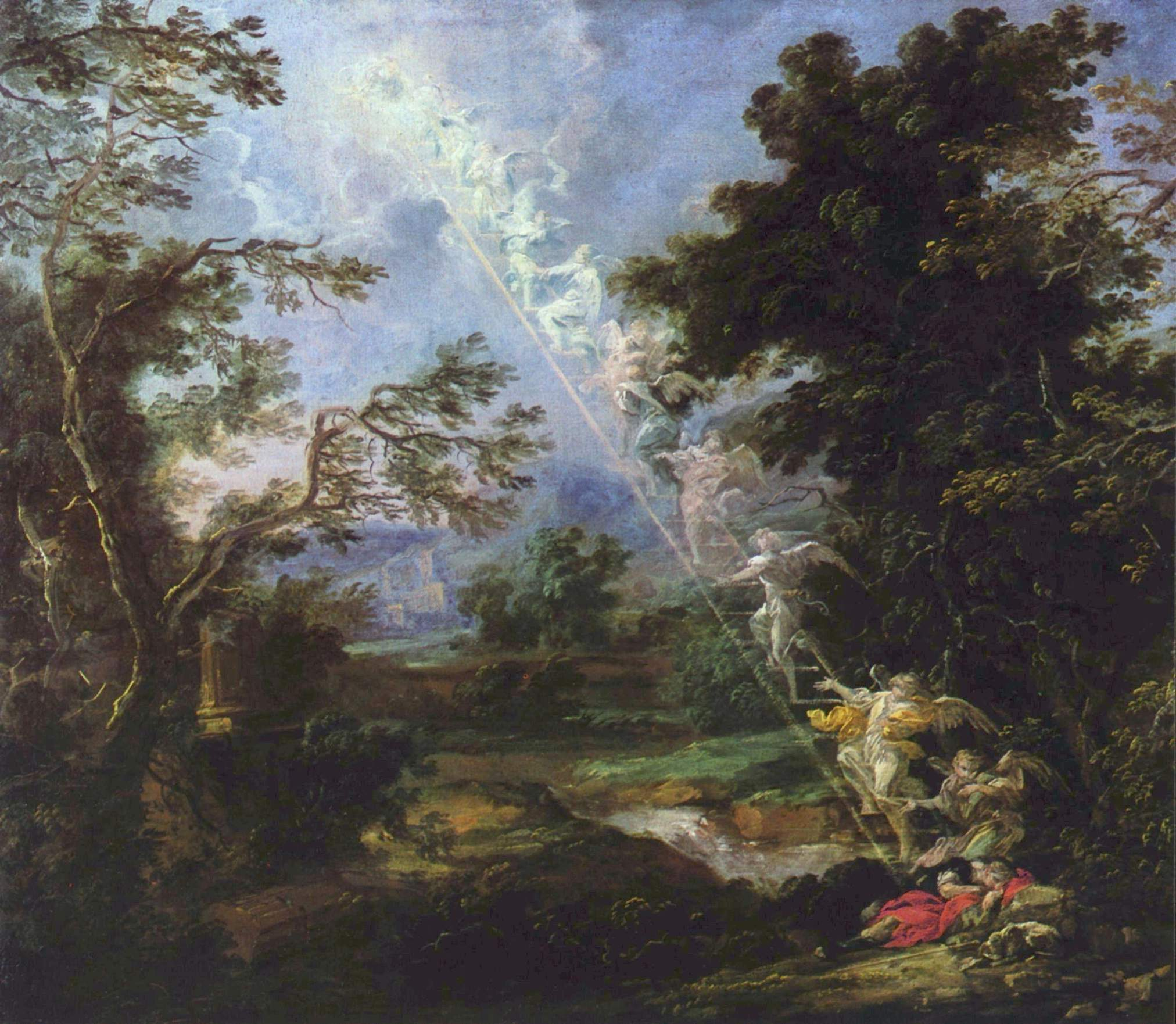
Le rêve de Jacob (vers 1691)